# Поле Бродмана 32
Поле Бродмана 32 (міжнародне скорочення BA32), також відоме як передньо-дорзальне поясне поле 32. Це ділянка, визначена за допомогою досліджень цитоархітектоніки, як структурний підрозділ поясної ділянки в корі головного мозку. У людини вона утворює зовнішню дугу навколо передньої поясної звивини. Поясна борозна визначає приблизно його внутрішній кордон, верхня ростральна борозна — його вентральний кордон; рострально він простягається майже на кордон лобової частки.
Цитоархітектонічно вона обмежена зсередини передньо-вентральним поясним полем 24, зовні медіальним краєм агранулярного лобового поля Бродмана 6, полем Бродмана 8, гранулярним лобовим полем Бродмана  9, фронтополярним полем Бродмана 10, і префронтальним полем Бродмана  11 (Brodmann1909).
Дорсальна ділянка передньої поясної звивини пов'язана з раціональними розумовими процесами, які особливо добре проявляються в тесті Струпа (Stroop task).

## Особливості поля у мавп
У мавп Поле Бродмана 32 є структурним підрозділом цитоархітектонічно визначеної поясної ділянки кори головного мозку. Ця ділянка була спочатку пронумерована як 25-а Корбініаном Бродманом в 1905 р . В його пізнішій роботі (1909-го року), однак, поле було позначене як 32-е, а назву «поле 25» було закріплено вже за підколінною поясною ділянкою, нинішнім полем 25 Бродмана (Vogt-87).
Відмінні особливості за працею Бродмана 1905 року: на відміну від поля 6 Бродмана, кора поля 32 відносно товста; перехід від кори до білої речовини більш поступовий; клітини розташовані менш щільно, і немає чіткої межі між внутрішнім пірамідальним шаром (V) і мультиформним шаром (VI); подібно до поля 6 відсутні окремі шари, зокрема, внутрішній зернистий шар (IV), але різниця в тім, що клітини мають менший розмір і підвищена щільність середніх пірамідних клітин на рівні шару IV; ці особливості клітин роблять поле 32 схожими на сусіднє поле 24 (Бродман-1909); від поля 24 відрізняється більшою загальною товщиною й особливо товстим шаром VI, що поступово зливається з подкорковою білою речовиною. Бродман у 1909 році вважав поле 32 мавпи топологічно, але не цитоархітектонічно, гомологічним передньо-дорзальному поясному полю 32 людини.

## Зображення

Анімація.
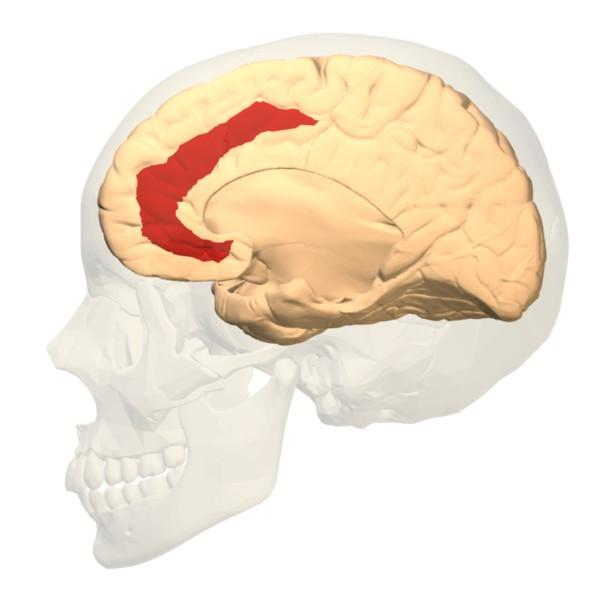
Медіальний вигляд.